# Symphylella sierrae
Symphylella sierrae är en mångfotingart som beskrevs av Michelbacher 1939. Symphylella sierrae ingår i släktet findvärgfotingar, och familjen slankdvärgfotingar. Inga underarter finns listade i Catalogue of Life.